# Oxi
Oxi innebär att oxiderande förhållanden råder i till exempel marken, det vill säga att det finns mer eller mindre god tillgång på syrgas. Vid pH 7 innebär oxi att pE-värdet överstiger 7. När marken är oxisk gynnas aeroba processer och aeroba mikroorganismer i marken. Dessutom trivs alla höglandsväxter vid oxiska förhållanden.
En väldränerad jord kännetecknas av att den även är oxisk under blöta år.